# Códice Totomixtlahuaca
El Códice Totomixtlahuaca o Códice Condumex es una tira de algodón en donde pictográficamente se representa un conflicto por tierras durante el siglo XVI en comunidades del Estado de Guerrero. Reúne dos importantes elementos: la representación bidimensional de un espacio y la de la vida social que se desenvolvió en esa localidad. El investigador John Glass señala que el lienzo muestra información topográfica (ríos, caminos y rutas de intercambio, límites territoriales y étnicos); narra incidentes de invasiones a tierras; representa a caciques locales y la duración de sus mandatos; designa secuencias dinásticas de los habitantes del dominio tlapaneco, que rodea al actual poblado de Totomixtlahuaca y Malinaltepec, ubicados en el macizo montañoso al sur del estado de Guerrero.

## Descripción
El Códice Totomixtlahuaca fue localizado en la comunidad de Totomixtlahuaca que se encuentra en el sureste del actual Estado de Guerrero en México y representa gráficamente el reparto de tierras ocurrido en 1564.

El término Totomixtlahuaca significa, según traducción de John Glass, lugar de la llanura del cazador de pájaro (del nahua totl=pájaro; mitl=flecha; totomani=un pájaro cazador; ixtlahuatl=una llanura; can=lugar). Al margen lleva el siguiente relato:
A Totomixtlahuaca vinieron los mensajeros de don Juan Ayotochitzontecon, gobernador de Xochitonala. Mandó a don Miguel Tizocnahuacatl y al agente fiscal Teztzhahuatl y a don Diego Xochitectl, el hijo de don Juan Ayotochitzentecon. Vinieron tres de ellos; vinieron a hablar con don Alonso de Aguilar por lo de Occapan que vino a coger las tierras (¿y agua?) de Totomixtlahuaca. La gente de Xochitonala y ellos (¿los de Cuaucoyolichan?) se enojaron unos con otros, Don Juan iba a encabezar a la gente (teyecanisquia), don Juan Cuaucoyolichan, (¿contra?) la tierra de la gente de Xochitonala. Se hizo en el año de 1564 […]

## Elaboración
El lienzo Totomixtlahuaca siguió el mismo formato que durante siglos de utilizó para la realización de documentos históricos, topográficos y códices. Se encuentra dibujado sobre un trozo de tela que se conforma a partir de varias tiras cosidas entre sí. Está elaborado sobre una foja de algodón de aproximadamente 217 cm x 185 cm con tintas de carbón.